# Åke Lundeberg (skytt)
Åke Lundeberg, född 14 december 1888 i Gävle, död 29 maj 1939 i Gävle, var en svensk sportskytt som tog tre medaljer i olympiska sommarspelen 1912 i Stockholm. Individuellt vann han guld i löpande hjort dubbelskott. Han ingick också i det svenska lag som tog guld i löpande hjort enkelskott, en gren där han tog silver individuellt.
Vid baltiska spelen 1914 tog han guldmedalj i tävlingen på löpande hjort, dubbelskott, och i tävlingen på lerduvor, även i lag. Lundeberg var kapten i Dalregementets reserv och gav ut läroböcker i orientering. Han avled i Gävle men var vid sin bortgång bosatt i Linköping.
Åke Lundeberg var gift med Ella Nilsson (1891–1979). De är begravda på Gamla kyrkogården i Gävle.